# Promet Ukrajine
Ukrajinska prometna mreža dobro je razvijena, a osobito riječna plovidba koja služi brojnim plovnim rijekama i kanalima; sustav Don-Volga povezuje Ukrajinu s Moskvom. Najvažnije su luke Odesa na Crnom moru i Mariupolj na Azovskome moru. Uz Kijev i Odesu nalaze se međunarodne zračne luke.

### Željeznice
Prometuju u sklopu državnog poduzeća Ukrajinske željeznice - Укрзалізниця (Ukrzaliznycja).
Veličina željezničke mreže: (1994.)
- 23,350 km širokotračnog kolosijeka (1520 mm), 9,000 km elektrificirano
- 201 km standardnog kolosijeka (1435 mm), elektrificirano u cijelosti

Ukrajinsku mrežu željeznica čine željeznice:
- Donecka
- Lavova
- Odese
- Pridnjeprovska željeznica
- Južna željeznica
- Jugozapadna željeznica

Željeznicom je Ukrajina povezana sa svim susjednim državama: 
- Bjelorusija
- Rusija
- Moldavija
- Rumunjska (prijelaz sa širokotračnog na standardni kolosijek 1520 mm / 1435 mm)
- Mađarska (prijelaz sa širokotračnog na standardni kolosijek 1520 mm / 1435 mm)
- Slovačka (prijelaz sa širokotračnog na standardni kolosijek 1520 mm / 1435 mm)
- Poljska (prijelaz sa širokotračnog na standardni kolosijek 1520 mm / 1435 mm)

### Gradovi sa sustavompodzemne željeznice(metro)
- Kijev
- Harkov (Harkiv)
- Dnjipro
- Krivi Rog (Kryvyj Rig)

### Plovni putovi
4,400 km plovnih putova na 7 rijeka, najviše ih je na Dunavu, Dnjepru i rijeci Pripjat. Najvažniji i najprofitabilniji plovni put je onaj na Dunavu. 
Važnije riječne luke na Dunavu 
- Izmajil
- Reni

#### Dnjepar
Na Dnjepru postoji niz umjetnih jezera (koja su na različitoj nadmorskoj visini). Jezera su regulirana posebnim branama za reguliranje razine vode. Zahvaljujući toj tehnici, rijeka je plovna cijelim tokom kroz Ukrajinu.  
Važnije riječne luke na Dnjepru
- Čerkasi
- Dnjipro
- Kahovka
- Kremenčuk
- Kijev
- Nikopolj
- Zaporižžja

#### Pripjat
Nekad važna riječna luka Černobil napuštena je od 1986. kada se dogodila Černobiljska katastrofa, premda plovni put na Pripjati i nadalje ostaje strateški važan kao dionica koja Dnjepar spaja s Baltikom. 

### Cjevovodni transport
- prirodni plin 34,400 km (1998.)
- sirova nafta 4,000 km (1995.)
- naftni derivati 4,500 km (1995.)
- amonijak

### Luke i pristaništa
Glavne morske luke
- Berdjansk (Azovsko more)
- Čornomorsk (Crno more)
- Kerč (Crno more)
- Mariupolj (Azovsko more)
- Mikolajiv (Crno more)
- Odesa (Crno more)
- Sevastopolj (Crno more)
- Skadovsk (Crno more)
- Teodosija (Crno more)
- Jalta (Crno more)

Ostala važnija pristaništa
- Donuzlav (Crno more)
- Čornomorske (Crno more)
- Heničesk (Azovsko more)
- Herson (Crno more)
- Očakiv (Crno more)
- Jevpatorija (Crno more)
- Južni (Crno more)

### Zračne luke i uzletišta
sveukupno: 706 (1994.)
Zračne luke s asfaltiranim pistama
- sveukupno: 163
- veći od 3,047 m: 14
- od 2,438 do 3,047 m: 55
- od 1,524 do 2,437 m: 34
- od 914 do 1,523 m: 3
- manji od 914 m: 57 (1994.)

Glavne zračne luke Ukrajine: Međunarodna zračna luka Borispilj (Kijev), Zračna luka Dnjipropterovsk, Zračna luka Donjeck, Zračna luka Odesa i Zračna luka Simferopolj. 
Zračne luke s neasfaltiranim pistama
- sveukupno: 543
- veće od 3,047 m: 7
- od 2,438 do 3,047 m: 7
- od 1,524 do 2,437 m: 16
- od914 do 1,523 m: 37
- manje od 914 m: 476 (1994.)